# Lácar (Navarra)
Lácar (Lakar en euskera de forma cooficial) es un concejo del municipio del Valle de Yerri, en la Comunidad Foral de Navarra (España). Situado en la Merindad de Estella, en la comarca de Estella Oriental y a 34 km de la capital de la comunidad, Pamplona. Su población en 2017 fue de 63 habitantes (INE).

## Toponimia
El nombre es de origen vasco, según Luis Michelena y Julio Caro Baroja, ya que en esta lengua lakar significa ‘guijo, conjunto de piedras pequeñas usadas para rellenar los caminos’. En documentos antiguos aparece como: Lacar, Lacarr (1094, 1104, 1257, 1280, NEN) y Laquar, Laquarr (1268, 1270, 1350, 1366, NEN).
El pueblo pertenece a la zona mixta de Navarra, por lo que el euskera es cooficial junto con el castellano. Son los menores del pueblo quienes ya estudian y entienden el idioma, más que la gente mayor, ya que no lo aprendían en el colegio.

## Geografía física
La localidad se asienta en el centro del valle de Yerri, el cual está localizado a su vez en la zona media occidental de Navarra, conocida como Tierra Estella. Está cerca de la Autovía del Camino (A-12), que comunica Pamplona con Logroño. Su buena ubicación, hace que desde este concejo de Navarra se pueda acceder cómodamente, a todo el resto de la comunidad foral, y también a la comunidad de la Rioja de la que dista 40 km, al igual que a la primera población de Álava (Santa Cruz de Campezo) y a Guipúzcoa a través del puerto de Lizarraga.

## Economía
Tradicionalmente ha sido un pueblo agrícola dedicado al olivo, viña y cereal, aunque hoy casi nadie se dedica a esa actividad. No obstante su término concejil, al igual que el resto del Valle de Yerri donde se asienta, es muy bueno, por lo que no hay tierras en baldío, todas están cultivadas y en producción. La cercanía a la ciudad de Estella, cabecera de la comarca y a la capital, Pamplona, ha favorecido la lenta recuperación de sus habitantes y que estos se dediquen a otras actividades, pudiendo vivir en el pueblo con total comodidad. Tras el dramático descenso de habitantes en los años 70, cuando la gente se iba a vivir y trabajar principalmente a Pamplona, esto se ha detenido, y de hecho se está revirtiendo.
En Lácar existen dos bodegas de vino y un trujal. El trujal está integrado ahora en uno nuevo de reciente creación por el Gobierno de Navarra, en la localidad de Arróniz, donde se agrupan la mayoría de los trujales existentes en la comunidad foral.

## Historia
En 1802 se decía de Lácar que se asentaba en un alto, pero que no gozaba de monte ni de río. Su cosecha era de 1500 robos de cereal y 2000 cántaros de vino, y contaba con una población de 145 habitantes.
A mediados del siglo XIX, el Diccionario de Pascual Madoz ofrece esta visión de Lácar:

“Disfruta de clima saludable. Tiene 39 casas [“196 almas”], escuela concurrida por 24 alumnos de ambos sexos […] El terreno es de buena calidad y bastante fértil […] Produce trigo, legumbres, vino y aceite. Cría ganado vacuno, lanar y de cerda y pesca truchas”. En cuanto a la industria, señala que tiene un molino harinero.

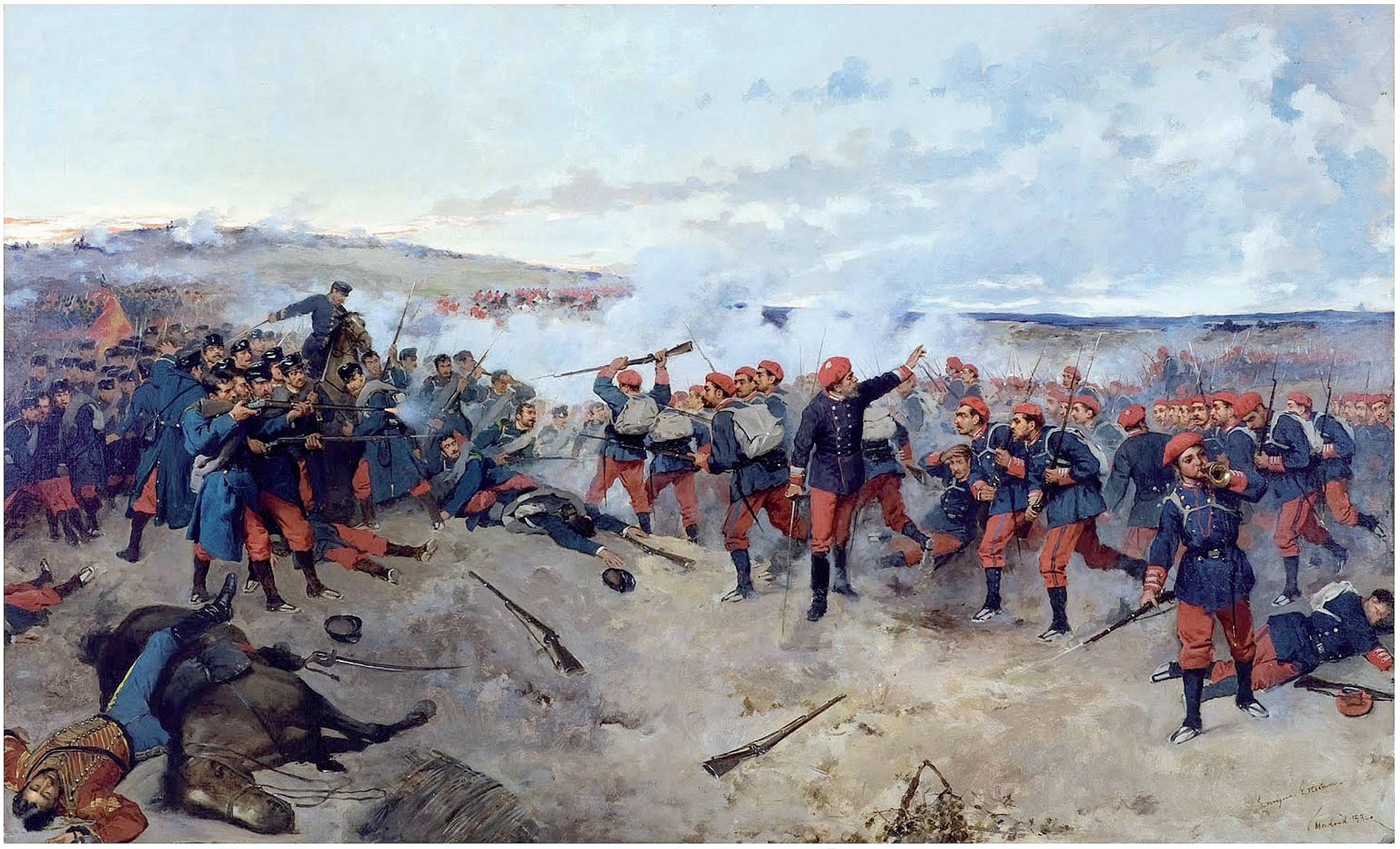
Batalla de Lácar (1875) por Enrique Esteban y Vicente

El Valle de Yerri tuvo un protagonismo especial durante las guerras carlistas y Lácar de una manera particular. En el clímax de la tercera guerra carlista, los liberales tenían tomado Lácar y otros pueblos vecinos. Cuando la tarde del 3 de febrero de 1875 los carlistas asaltaron el pueblo por sorpresa, generaron un desastre total en el ejército liberal, en el que se contaron más de 1000 bajas. Alfonso XII, muy joven todavía, tuvo que abandonar precipitadamente el lugar de la contienda. 
Pío Baroja, en su novela Zalacaín el aventurero, reproduce una copla que refiere el anterior suceso:

En Lácar, chiquillo, 

te viste en un tris; 

si don Carlos te da con la bota,

como una pelota 

te envía a París.
Anónimo

El «chiquillo» era Alfonso XII, que entonces tenía 18 años.

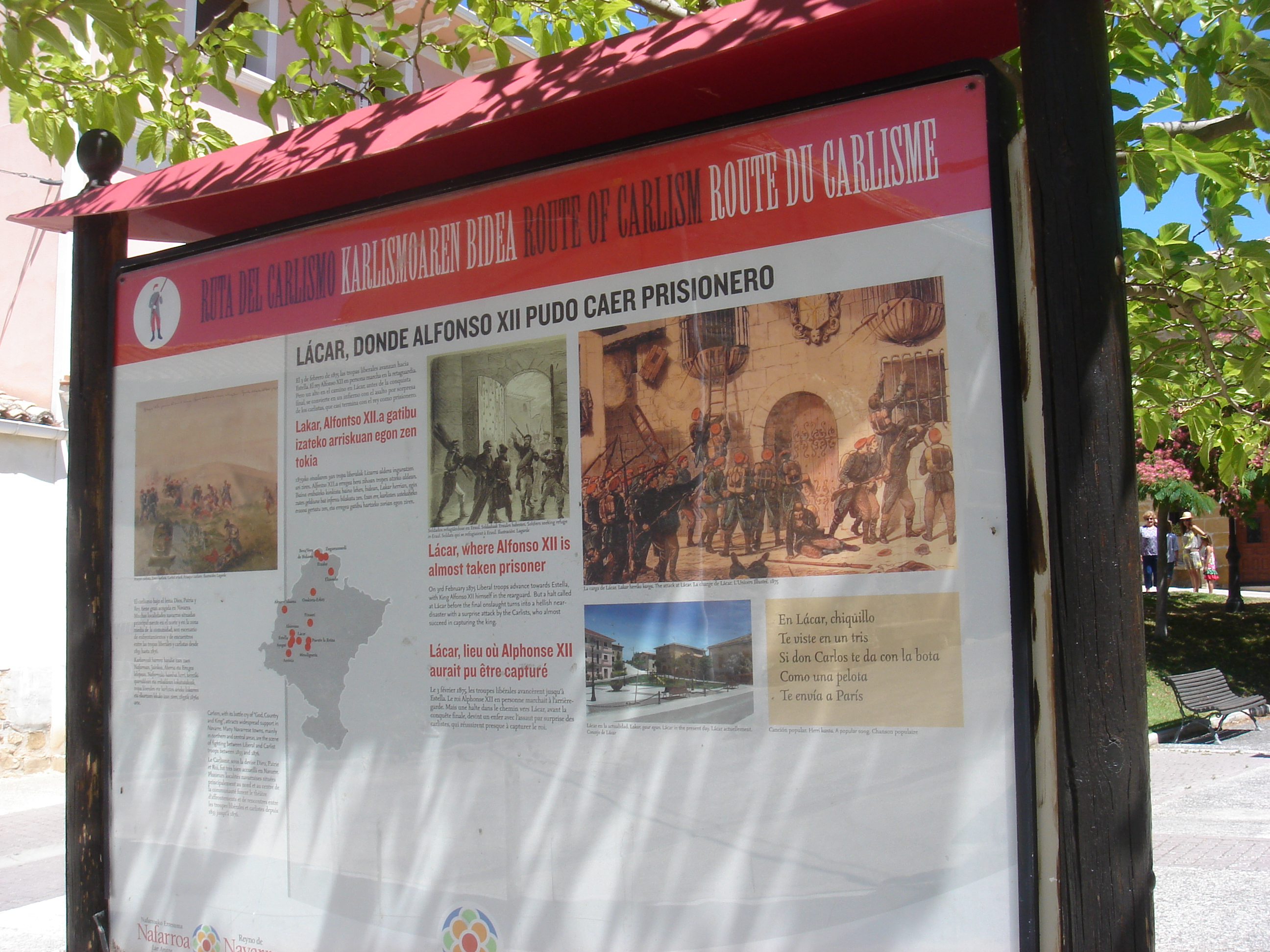
Panel de información, Ruta del carlismo, Lácar.

## Monumentos

### Ermita de Santa Engracia
Se encuentra en el centro de la población, junto a la carretera. Fue parroquia hasta el siglo XVI cuando Santa María de Eguiarte, que está fuera del casco urbano, adquirió esta función y se convirtió en parroquia, tanto de Lácar como de Alloz.

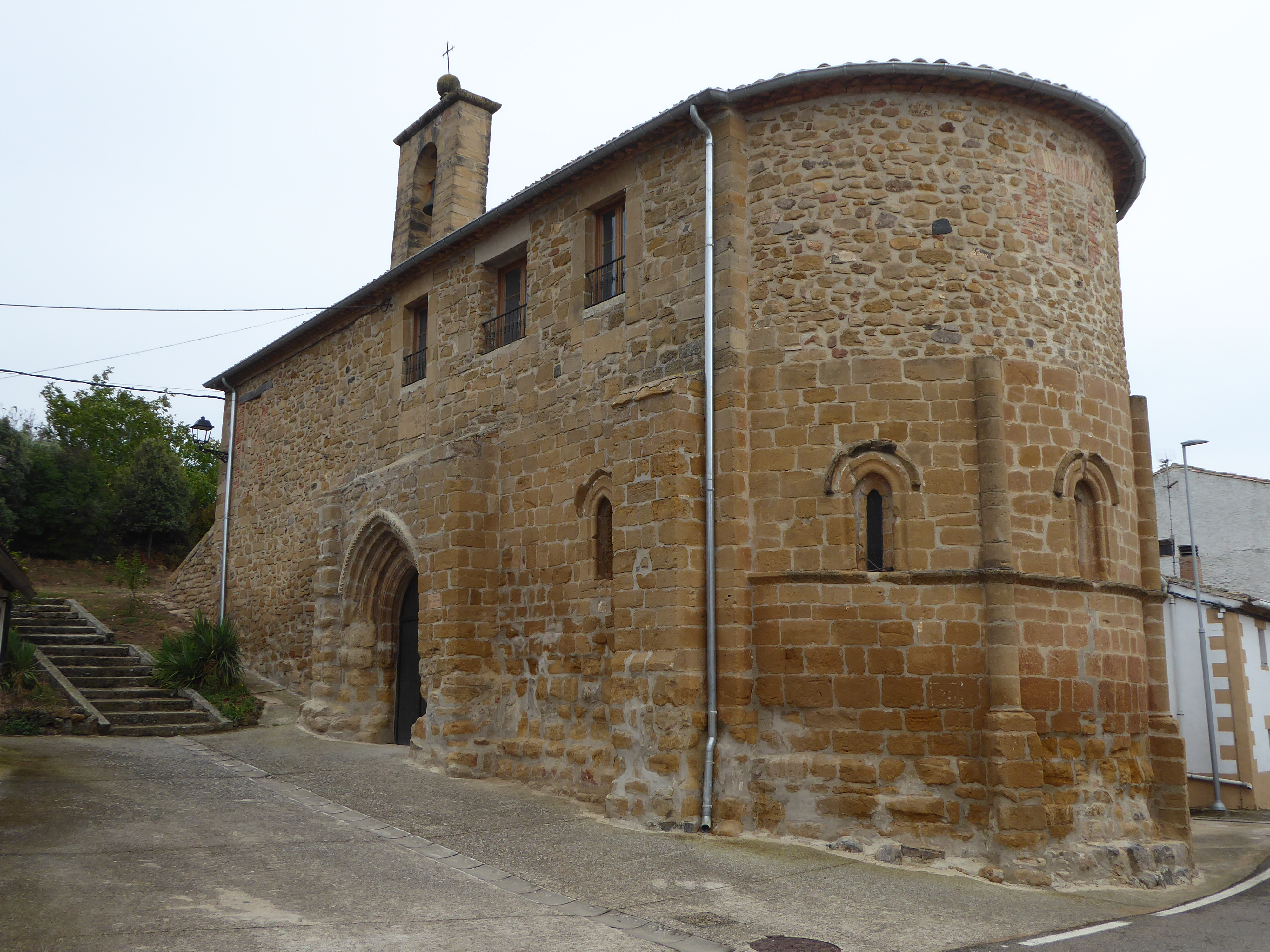
Ermita de Santa Engracia

El edificio pertenece al románico tardío (Siglo XIII). Es de planta rectangular, construido en sillar. El ábside es semicircular, con tres columnas adosadas, que se apoyan en pedestales, que delimitan los tres paños en que se divide el ábside. En cada uno de ellos se abre una ventana románica, de arco de medio punto, sin ornamentación; en el muro sur aparece otra ventana de igual diseño. Una imposta decorada con el tema de una flor de cuatro pétalos recorre el ábside uniendo la parte inferior de las ventanas. 
La puerta, relacionada con el arte cisterciense, se encuentra en el muro sur. Es de arco apuntado, con arquivoltas, de las que la exterior está decorada con puntas de diamante. 
El templo experimentó reformas en los siglos XVI y XVII de las cuales la más importante fue el recrecimiento del muro, en esta ocasión con mampostería, y, por este motivo, se derribó la bóveda medieval de cañón, al tiempo que se alargó la nave por el oeste.
El retablo principal es de estilo romanista, de principios del siglo XVII, y se le relacionado con el taller estellés de Bernabé Imberto. Es de un solo cuerpo, con tres calles, y  ático. Está dedicado a Santa Engracia, la titular del templo: Muestra su talla en la calle central y dos relieves con escenas del martirio en las laterales. En un expositor del siglo XVII se encuentra una imagen de la Virgen, gótica del siglo XIV.
Se conserva la pila bautismal del siglo XIII y que carece de motivos decorativos.
En torno a la ermita se han hallado enterramientos medievales, que corresponden a la época en que fue parroquia.
Iglesia Basílica de Santa María de Eguiarte, parroquia de la localidad y  ubicada a 600 m del casco urbano en el barrio de su nombre.
El pueblo conserva casas blasonadas y un cuidado casco urbano.

## Fiestas y ocio
Las fiestas patronales, dedicadas a la Asunción, son el 15 de agosto y las pequeñas el 16 de abril, dedicadas a Santa Engracia. 
El 10 de junio se celebra en Lácar una representación teatralizada de la Batalla de Lácar, ocurrida el 3 de febrero de 1875, que es una fiesta de interés turístico en Navarra.
El principal lugar de ocio es la Sociedad, a la que pertenece buena parte del pueblo. También dispone de ludoteca infantil.
Otros momentos de ocio, son los que comparten con su vecino pueblo de Alloz. Ambos suben en romería a la ermita de San Cristóbal de Cirauqui en junio. 
Comparten también con Alloz otros momentos en que ambos pueblos se agasajan uno al otro, invitándose a un aperitivo, que son en [[Marcos el Evangelista|San Marcos y en la Ascensión. Por su ubicación, desde Lácar se puede acceder al pantano de Alloz, del que dista 4 km y a la cercana Sierra de Urbasa-Andía.

## Galería de imágenes

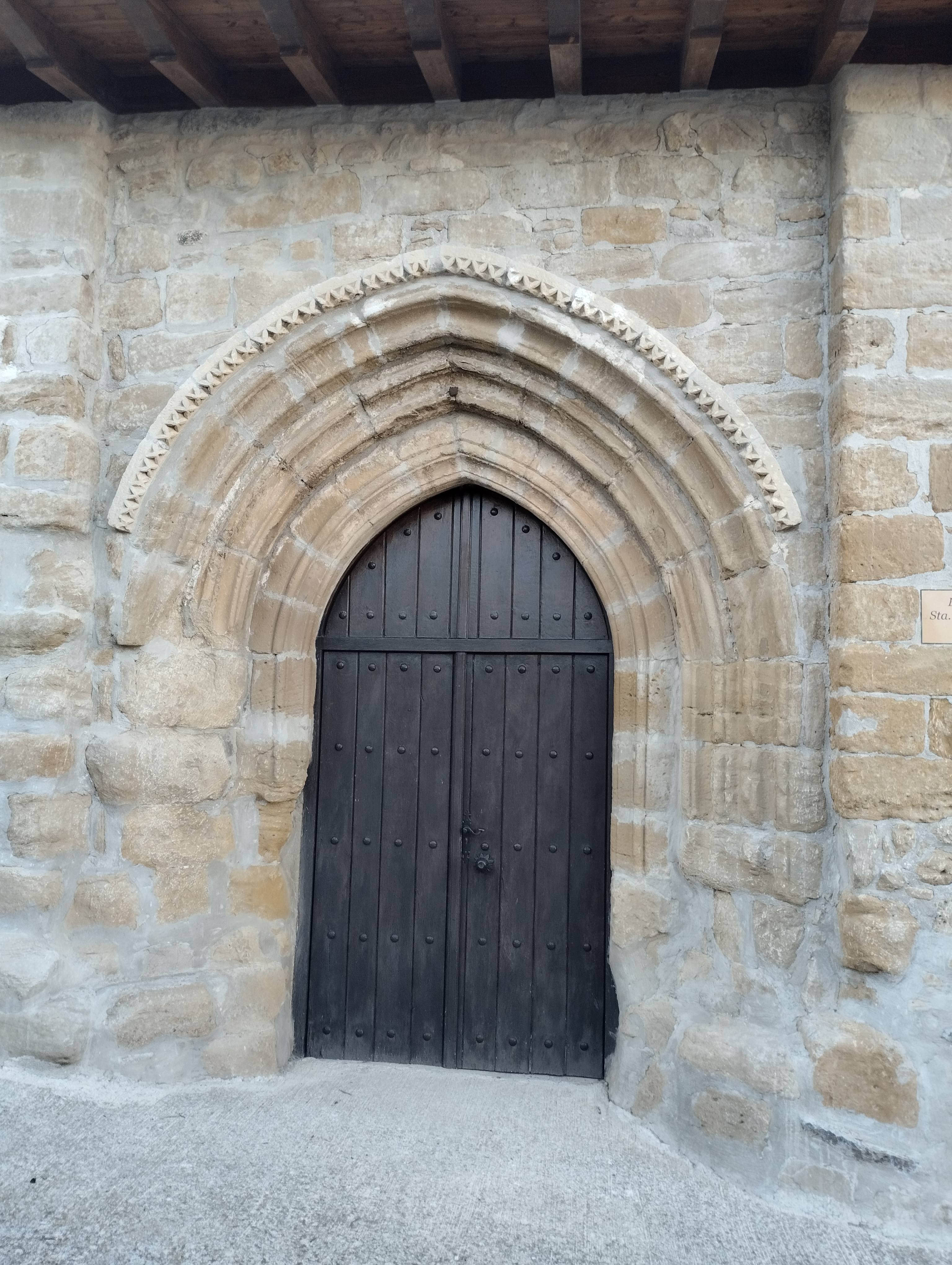
Santa Engracia, portada gótica
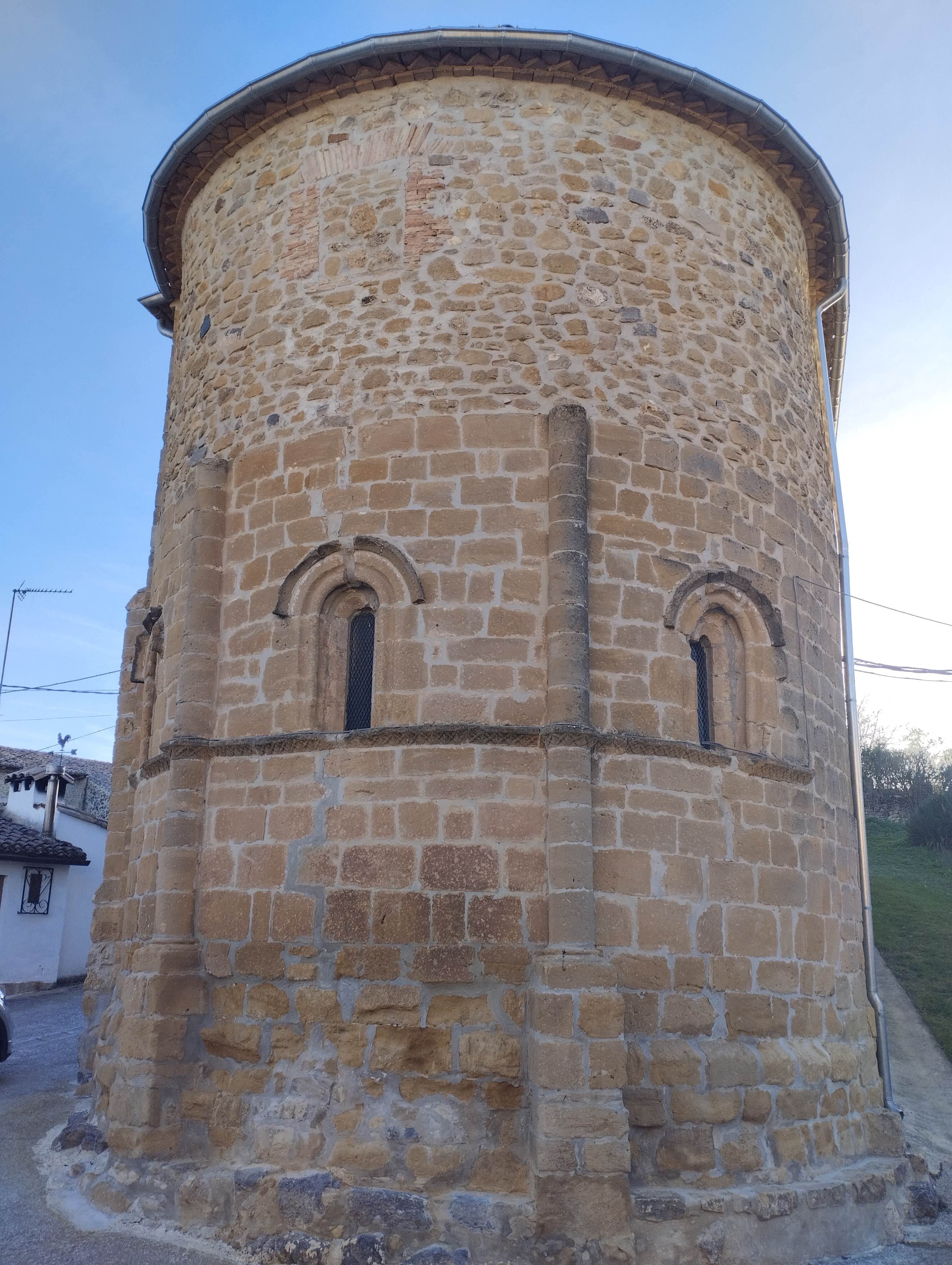
Santa Engracía, ábisde
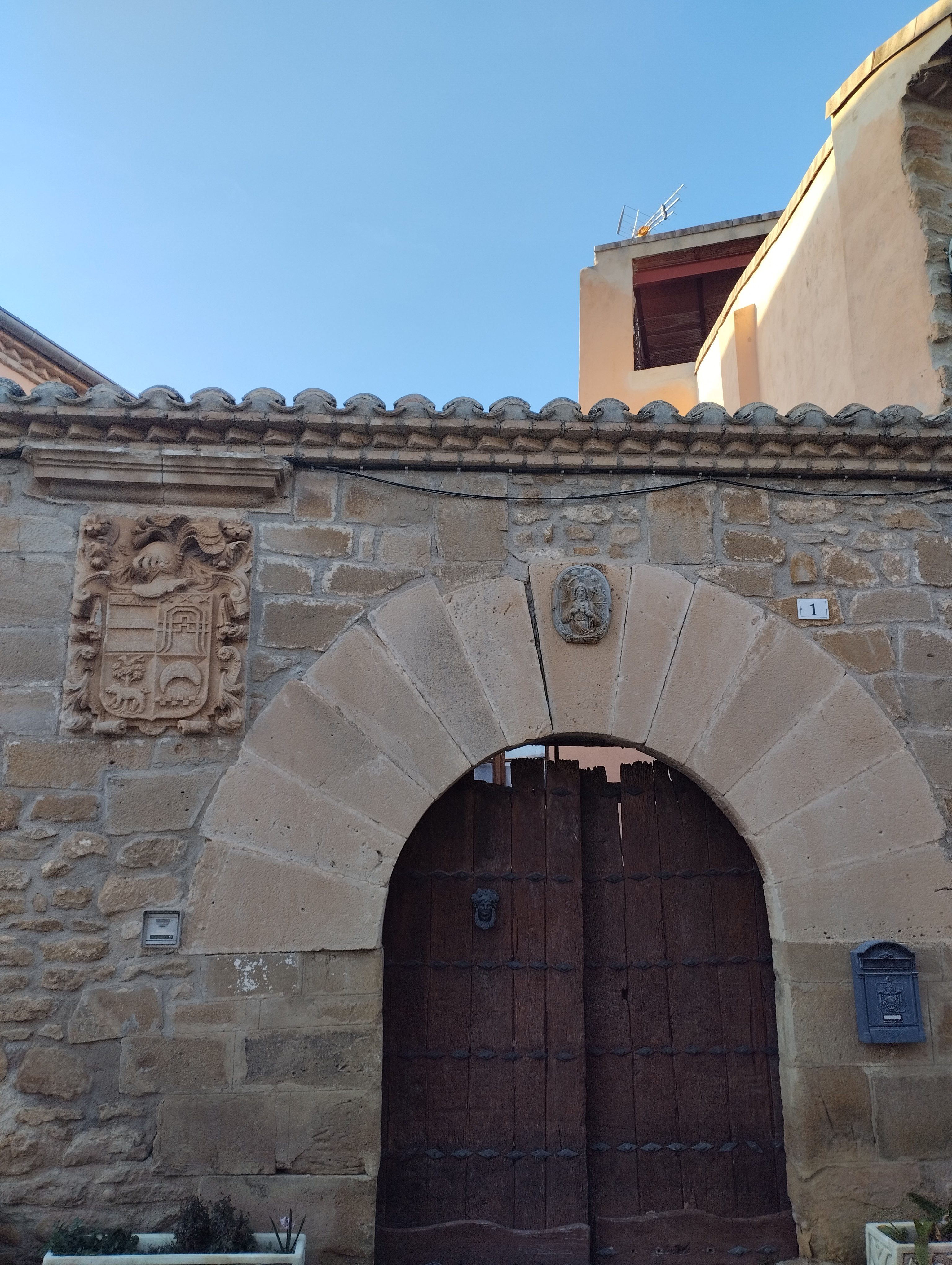
Casa blasonada
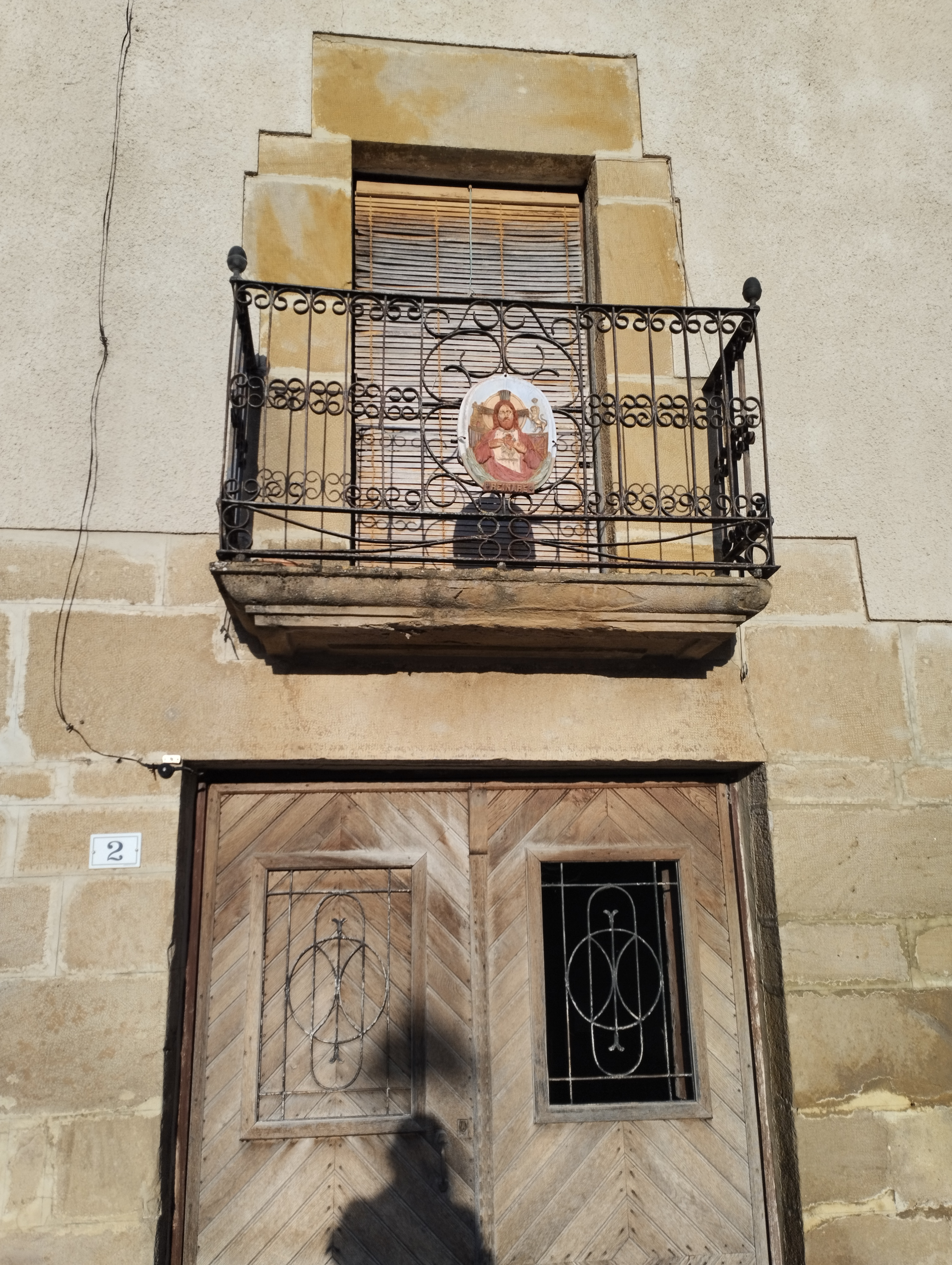
Fachada con imagen del Sagrado Corazón de Jesús
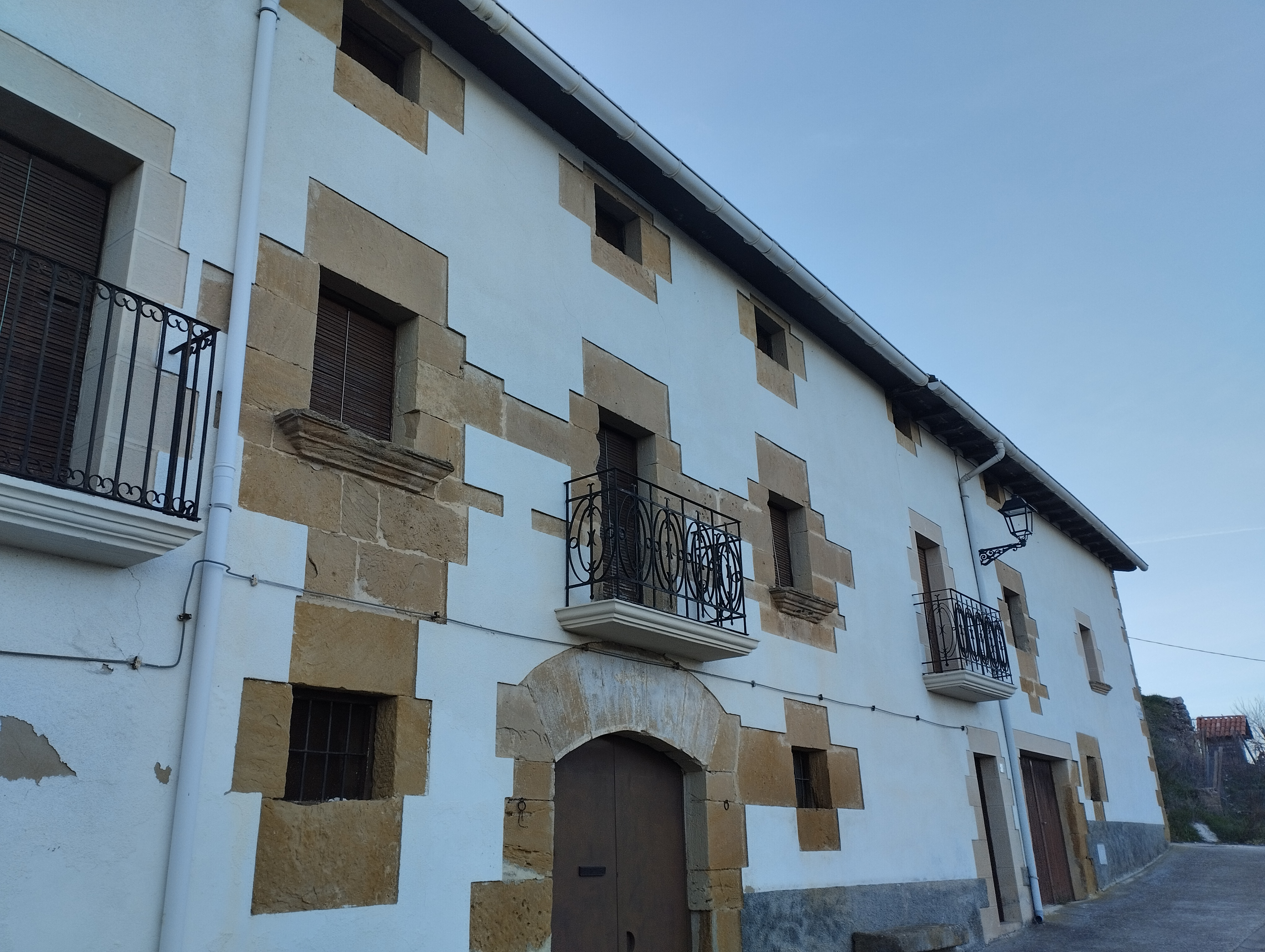
Casa solariega